# Hassasna
Hassasna – miasto w północnej Algierii, w prowincji Ajn Tumuszanat.